# Zoltan Bathory

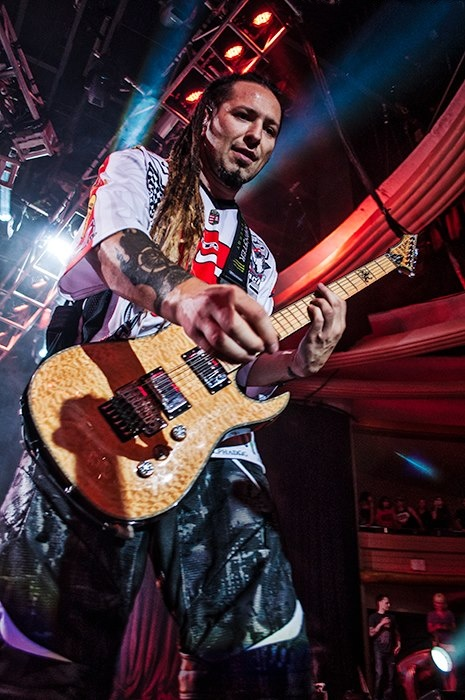
Báthory spelar i Five Finger Death Punch.

Zoltán Báthory, är en ungersk musiker, producent och kampsportsutövare. Han är grundare och en av huvudlåtskrivarna för heavy metal-bandet Five Finger Death Punch.